# السعودية في دورة ألعاب غرب آسيا 2002
شاركت السعودية في دورة ألعاب غرب آسيا 2002 التي عقدت في العاصمة الكويتية الكويت خلال الفترة من 3 أبريل 2002 وحتى 12 أبريل 2002، حيث احتلت المملكة العربية السعودية المرتبة الثانية بـ11 ميدالية ذهبية و7 ميداليات فضية و8 ميداليات برونزية.

## ألعاب القوى
احتلّت السعودية المركز التاني في عدد الحصول على الميداليات في ألعاب القوى، وذلك بخمس ميداليات ذهبية وست ميداليات فضية وثلاث ميداليات برونزية.
| الحدث         | الذهبية                       | الذهبية   | الفضية                       | الفضية   | البرونزية               | البرونزية |
| ------------- | ----------------------------- | --------- | ---------------------------- | -------- | ----------------------- | --------- |
| 100 متر       | سالم اليامي (KSA)             | 10.13 NR  | جمال الصفار (KSA)            | 10.19    | خالد يوسف (QAT)         | 10.39     |
| 200 متر       | فوزي الشمري (KUW)             | 20.44     | سالم اليامي (KSA)            | 20.81    | محمد الهوتي (OMN)       | 21.02     |
| 400 متر       | فوزي الشمري (KUW)             | 45.25     | حمدان البيشي (KSA)           | 46.34    | محمد سالم المولد (KSA)  | 48.13     |
| 1500 متر      | أبو بكر علي كمال (QAT)        | 3:51.50   | عبد الرحمن سليمان (QAT)      | 3:51.76  | فيصل ربيع (KSA)         | 3:52.63   |
| 5000 متر      | خميس عبد الله سيف الدين (QAT) | 13:57.58  | مخلد العتيبي (KSA)           | 14:08.84 | أحمد إبراهيم (QAT)      | 14:25.67  |
| 110 متر حواجز | مبارك عطا مبارك (KSA)         | 13.60     | نسيم مزيان (QAT)             | 14.02    | مبارك علي (QAT)         | 14.17     |
| 400 متر حواجز | هادي صوعان (KSA)              | 49.04     | بدر عبد الحمن (KUW)          | 49.58    | زهر الدين نجيم (SYR)    | 51.15     |
| 100 متر تتابع | السعودية (KSA)                | 39.02     | قطر (QAT)                    | 39.10    | الكويت (KUW)            | 41.10     |
| 400 متر تتابع | الكويت (KUW)                  | 3:00.76 † | السعودية (KSA)               | 3:06.57  | سوريا (SYR)             | 3:11.75   |
| القفز العالي  | جان كلود رباط (LIB)           | 2.10 m    | موسى عمر المسرحي (KSA)       | 2.07 m   | سالم سيار إبراهيم (KUW) | 2.07 m    |
| القفز الطويل  | سعيد منصور البخيت (QAT)       | 7.61 m    | الوليد إبراهيم عبدالله (QAT) | 7.57 m   | حسين السبع (KSA)        | 7.55 m    |
| القفز الثلاثي | سالم الأحمدي (KSA)            | 16.50 m   | خالد البخيت (KUW)            | 16.36 m  | فايز الخيرات (SYR)      | 15.96 m   |

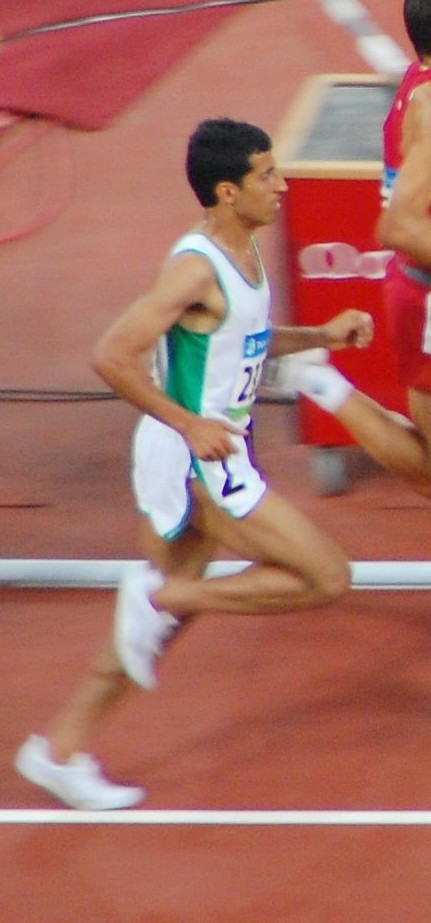
فاز مخلد العتيبي (الصورة في أولمبياد 2008) بالميدالية الفضية في سباق 5000 متر.

- † † هذا التوقيت مشكوك فيه، فرغم كونه خامس أسرع توقيت في العالم في ذلك العام، إلاّ أنّه لم يتم إدراجه في التصنيف السنوي لعام 2002 من قبل الاتحاد الدولي لألعاب القوى.[2]